# FX (canal de televisión)
FX (originalmente, siglas para Fox Extended) es un canal de televisión por suscripción estadounidense, propiedad de The Walt Disney Company a través de FX Networks, LLC. Su programación está orientada principalmente para el público adulto y adolescente. Entre sus contenidos destacan series de televisión, eventos deportivos y películas de acción.
Tiene su sede en Los Ángeles, California. Originalmente lanzado el 1 de junio de 1994, la programación original de la red aspira a los estándares de los canales de cable prémium como HBO, Showtime y Starz en lo que respecta a temas y contenidos maduros, guion, dirección y actuación de alta calidad, con la diferencia de ser un canal incluido en un paquete básico sin abonar un extra. Algunos de sus canales hermanos son FXX y FXM.

## Historia

### Primeros años (1994-1997)
FX (originalmente estilizada como "fX" desde 1994 hasta 1997), nació en Estados Unidos el 1 de junio de 1994, con su base de operaciones en un complejo de apartamentos en Manhattan, desde donde se transmitían algunos programas en vivo. El canal se centró en la programación original, que fue transmitida en vivo todos los días desde el "fX Apartment". El contenido de la programación del canal se centraba en sitcoms, series y películas de los años 1960, 1970 y 1980.
Una dificultad que el canal tuvo en sus principios estuvo en que la primera señal de fX no estaba disponible en Time Warner Cable, uno de los principales sistemas de cable en Nueva York, donde se originaba su programación. TWC no llevaría el canal hasta septiembre de 2001.
El canal se enorgullecía de su interactividad con los televidentes. FX, en 1994, fue uno de los primeros en adaptarse en Internet, recibiendo el correo electrónico y la World Wide Web como métodos de retroalimentación. La mayoría de los programas presentaría respuestas instantáneas a las preguntas enviadas por correo electrónico. Los espectadores selectos podían pasar un día en el "apartamento" y participar en todos los espectáculos del canal. Dentro de los bloques de programación sindicados del canal, los anfitriones de los canales aparecen con frecuencia durante las pausas comerciales para leer los titulares de las noticias, responder a los correos electrónicos de los espectadores sobre el episodio que se transmitió o para promover la próxima programación. Pero los espectáculos en vivo desaparecieron gradualmente, uno por uno, hasta que sólo se mantuvo Personal fX. En el momento en que se abandonó toda la programación en vivo (con la excepción de Personal fX), el canal se centró totalmente en sus programas clásicos de televisión hasta su relanzamiento a mediados de 1997. Personal FX permaneció en FX hasta el 1 de mayo de 1998. FX dejó el "apartamento" en el verano de 1998 y las operaciones del canal fueron juntadas con los otros canales de cable propiedad de Fox.

### Renovación (1997-2001)
A principios de 1997, fX fue relanzado como "FX: Fox Gone Cable", reorientando el público objetivo del canal hacia los hombres de 18 a 49 años. Durante los primeros años después de su relanzamiento, FX era conocido por poco más que la retransmisión al aire de programas de su cadena hermana Fox, como The X-Files y Married... with Children, así como producciones de 20th Century Fox. El canal también agregó los juegos de Major League Baseball a su programación en ese momento (en un momento compartiendo derechos con su hermana Fox Family), y eventualmente amplió su programación deportiva para incluir carreras de NASCAR en 2001.
Desde 1997 hasta 2013, FX se utilizó para emitir competiciones deportivas, tales como las Grandes Ligas de Béisbol, fútbol americano universitario, la Copa NASCAR, la NASCAR Busch Series, la Liga de Campeones de la UEFA y Ultimate Fighting Championship. En 2013 se lanzaron los canales de deportes Fox Sports 1 y Fox Sports 2, por lo que FX dejó de emitir deportes.
En el verano de 1998, FX estrenó tres series originales: Bobcat Big Ass Show, Instant Comedy con Los Groundlings y Sin City Spectacular de Penn y Teller. Las tres series fueron canceladas al año siguiente. Poco después de su relanzamiento, el lema "Fox Gone Cable" fue eliminado. En 1999, se añadieron nuevos programas originales con el debut de programas como Son of the Beach (una parodia de Baywatch que protagonizó Timothy Stack y fue producida por Howard Stern) y The X Show (un programa de entrevistas de panel nocturno orientado a hombres).

### Éxitos en la programación (2002-2008)
Comenzando el 2002, el canal emergió como una fuerza principal en la programación original por cable, ganando aclamación y notoriedad en los de tipo dramas. Ese año, FX debutó en el drama policial The Shield, que se convirtió en un éxito. Esta tendencia continuó al año siguiente con Nip/Tuck, un drama sobre dos cirujanos plásticos y Rescue Me de Denis Leary, sobre las vidas de una tripulación de bomberos del Departamento de Bomberos de la Ciudad de Nueva York después de los atentados del 11 de septiembre de 2001. Ambos programas fueron elogiados por los críticos, y lograron igual éxito con los espectadores. Rescue Me fue una de las pocas series de televisión que recibió una orden por una temporada adicional antes de la emisión de su temporada más reciente: en junio de 2009 FX renovó el espectáculo de una sexta temporada de 18 episodios, aunque la quinta temporada no se había estrenado en el momento.
A diferencia de muchas redes de difusión, FX ha elegido tomar riesgos con su programación y empujar sobre lo que se puede mostrar en la televisión; como resultado, la mayoría (pero no todos) de los programas originales del canal se asignan a las clasificaciones de TV-MA, a menudo por fuertes profanidades, contenido sexual y/o violento. Las opiniones sobre estos programas son mixtas; Algunas organizaciones, como el Consejo de Televisión de Padres y la American Family Association, han pedido a los anunciantes que boicoteen estos programas debido a su contenido gráfico. Los espectáculos también han sido aclamados por la crítica por sus argumentos y personajes fuertes.
Capitalizando el éxito del exitoso documental Super Size Me, el cineasta Morgan Spurlock lanzó una nueva serie, 30 Days, que debutó en FX en junio de 2005. La serie coloca a los sujetos en situaciones incómodas para ellos durante 30 días, como hacer que millonarios trabajasen con un salario mínimo, y que los cristianos vivan en una comunidad musulmana.
En el verano de 2005, FX debutó dos nuevas series de comedia, Starved, sobre la vida cotidiana de cuatro amigos con trastornos alimentarios que viven en la ciudad de Nueva York, Y It's Always Sunny in Philadelphia, sobre las desgracias cómicas generalmente muy políticamente incorrectas de cuatro personas que poseen un bar en la ciudad titular. Ambos programas muestran un diálogo sexual franco y un lenguaje fuerte, y fueron lanzados como "El lado oscuro de la comedia". Starved fue ridiculizado por los grupos que trataron de publicitar los trastornos alimenticios y fue cancelado después de su primera temporada debido a las bajas calificaciones. A la inversa, Sunny rápidamente a alcanzar una alta audiencia, y fue renovado por una segunda temporada dentro de los días de su final de la primera temporada. Fox emitió una versión editada de Sunny para una serie de tres episodios en el verano de 2006, en un esfuerzo por promover aún más la serie.
En 2006, FX debutó dos nuevas series, la serie de reality Black. White. Y el drama Thief; Ninguna de las dos series fue renovada para una segunda temporada. Durante 2007, FX introdujo tres nuevos dramas: Dirt, protagonizada por Courteney Cox; The Riches, protagonizada por Eddie Izzard y Minnie Driver; Y Damages, protagonizada por Glenn Close, Ted Danson y Rose Byrne. Los tres se desempeñaron bien en las calificaciones y fueron renovados para una segunda temporada. Para 2008, FX estaba disponible en 90.6 millones de hogares en los EE. UU.
FX comenzó a transmitir un canal de alta definición en formato 720p en 2007, que está disponible en la mayoría de los proveedores de cable y satélite, El canal de definición estándar, que ahora es estándar con todas las redes de cable de FX y Fox, ahora está reducido a escala en el proveedor desde el feed HD en lugar de tener un feed dedicado en definición estándar.

### Tiempos posteriores (2008-2018)

Logotipo utilizado desde el 3 de septiembre de 2008 hasta el 2 de abril de 2013.

En 2008, el canal lanzó una nueva campaña bajo el eslogan "There Is No Box". La frase se refirió a cómo la programación del canal va más allá del concepto "la caja". Además, se trataba de un juego de palabras relacionado con la creación de programas originales del canal para competir contra canales prémium como HBO.
Durante 2008, la competencia con otros canales por cable aumentó, lo que fue evidente en las calificaciones de la segunda temporada de la serie Dirt y The Riches, cuyas calificaciones disminuyeron significativamente desde sus temporadas de primer año. Durante algunas semanas, la audiencia de ambos programas apenas superó 1 millón. Ambos programas fueron cancelados en 2008 junto a otros que habían sido adquiridos por el canal
El 3 de septiembre de 2008, FX debutó con Sons of Anarchy, una serie dramática creada por Kurt Sutter, sobre un club ficticio de motociclistas foráneos dedicado a proteger a su protegida ciudad de California de desarrolladores corporativos y traficantes de drogas; Su estreno en septiembre coincidió con el de la temporada final de The Shield. Sons of Anarchy se convirtió en un éxito comercial y crítico, al haber sido transmitido por siete temporadas hasta 2014. En 2010, la serie atrajo un promedio de 4,9 millones de espectadores por semana, lo que la convierte en la mejor calificación de FX hasta la fecha. Otros programas nuevos que se estrenaron en 2010 incluyeron la comedia de Kenny Hotz, Testees, que debutó en octubre de 2008 y fue cancelada después de su primera temporada. En agosto de 2008, FX relanzó su sitio web, añadiendo streaming de episodios completos de sus programas originales. En 2009, las repeticiones de la ex comedia de ABC, Spin City, fueron removidas de la grilla de programación (aunque se restableció a principios del año siguiente).
En julio de 2009, FX ordenó tres nuevos pilotos de comedia: Archer, una serie de animación con una agencia de espionaje, que se estrenó el 14 de enero de 2010; The League, con un grupo de amigos que son parte de una liga de fútbol de fantasía; Y Louie, una serie de comedia que protagoniza el comediante y escritor Louis C.K., que "mezcla el material de stand-up con "viñetas ampliadas" que representan momentos de las experiencias (del cómico) fuera de escena". Al año siguiente, FX debutó con Wilfred, una serie de comedia protagonizada por Elijah Wood. Se basa en la serie de comedia australiana del mismo nombre.
En marzo de 2010, el canal debutó Justified, una serie dramática creada por Graham Yost basada en el cuento de Elmore Leonard "Fire in the Hole" (que fue el título original de la serie). Para su alineación de otoño de 2010; En 2011, el canal debutó el drama de boxeo Lights Out. Ambas series fueron canceladas después de sus primeras temporadas; Terriers había ganado la aclamación de la crítica, pero aparentemente insuficiente espectadores.
El 1 de octubre de 2010, la compañía matriz News Corporation (que se separó de FX y otras propiedades de entretenimiento de la compañía en 21st Century Fox en julio de 2013) sacó sus canales de Dish Network debido a una disputa de ingresos en consentimiento de retransmisión. FX volvió a la línea de canales del proveedor de satélite el 29 de octubre de 2010, después de que Dish Network y News Corporation firmasen un contrato de largo plazo. El 1 de noviembre de 2010, tras una disputa similar, FX y sus canales hermanos fueron restaurados por Cablevision, proveedor cable de Nueva York, a través de un acuerdo por separado.
El 30 de enero de 2013, FX estrenó el drama de la Guerra Fría de los años 80s, The Americans. El 1 de junio de 2014, FX celebró su vigésimo aniversario de la programación. 
Con los lanzamientos en agosto de 2013 de las redes de cable deportivas nacionales Fox Sports 1 y Fox Sports 2, FX ya no sirve como una salida de cable regular para Fox Sports. A pesar de este hecho, el canal ha transmitido ocasionalmente algunos juegos deportivos. El 5 de marzo de 2016 FX emitió un partido de la Bundesliga entre los dos mejores equipos de la liga, el Bayern de Múnich y el Borussia Dortmund para ofrecer una distribución más amplia del partido, ya que Fox, FS1 y FS2 tenían compromisos deportivos propios en el momento del partido, y el partido fue no fue transmitido en el poco distribuido Fox Soccer Plus (que no tiene transmisión en numerosos proveedores de televisión). Debido a que este fue el primer año de cobertura de Fox de la liga de fútbol de Alemania, y el Bayern y Borussia son los dos equipos más exitosos de la Bundesliga (y tienen una rivalidad intensa conocida como Der Klassiker), Fox quería dar al juego una distribución más amplia, por lo que el juego fue trasladado a FX en una decisión de última hora. En el año 2016, el canal FX transmitió algunos partidos de la Copa América Centenario 2016.

### Filial de Disney (2019-presente)
El 20 de marzo de 2019, The Walt Disney Company adquirió 21st Century Fox. En consecuencia, FX Networks se integró en la recién renombrada unidad Walt Disney Television. En una entrevista de septiembre de 2018 con Variety sobre el acuerdo entre Disney y Fox, Landgraf dijo: «Creo que es un paso necesario. Tengo curiosidad y un poco de ansiedad por saber cómo funcionará, pero estoy muy entusiasmado con ello».
El 8 de abril de 2019, FX Networks había adquirido los derechos fuera de la cadena de las series Family Guy, a partir de su decimosexta temporada y de Bob's Burgers, a partir de su novena temporada. Family Guy comenzó a emitirse en FXX el 16 de abril de 2019, mientras que Bob's Burgers comenzó a emitirse el 24 de septiembre de 2019. FXX comparte los derechos de Family Guy con la nueva cadena hermana Freeform. Las cadenas Adult Swim y TBS de WarnerMedia tienen actualmente los derechos de las temporadas más antiguas de ambas series; los derechos de WarnerMedia sobre Family Guy expirarán en otoño de 2021, momento en el que las reposiciones serán exclusivas de FX Networks y Freeform, y los derechos de Bob's Burgers pasarán igualmente a estar bajo el control total de FX Networks en una fecha posterior.
El 14 de mayo de 2019, Comcast cedió su control en Hulu a Disney con efecto inmediato. Como resultado, el servicio de streaming se convirtió en una división de Walt Disney Direct-to-Consumer & International y Comcast pasó a ser efectivamente un socio silencioso. En noviembre de 2019, se anunció que FX producirá series para Hulu bajo la marca 'FX on Hulu'. Cuatro series previamente en desarrollo para el canal FX se estrenarán ahora en Hulu, incluyendo Devs, Mrs. America, A Teacher y The Old Man. Además, los episodios de las series emitidas del canal FX estarán disponibles en 'FX on Hulu' al día siguiente. 'FX on Hulu' se lanzó el 2 de marzo de 2020.
El 11 de junio de 2019, Hulu y FX adquirieron los derechos de emisión de las películas de Lionsgate estrenadas en 2020 y 2021.
En diciembre de 2021, Disney cambió el nombre de "FX on Hulu" a simplemente "FX" como parte de sus esfuerzos de racionalizar y ampliar el uso de la marca. Además, Disney comenzó a aumentar la prominencia de FX como sello editorial en su programación original, especialmente cuando se transmitía en las plataformas internacionales de Disney como Disney+ (Star) y Star+.
En 2024, FX ganó su primer Premio Emmy al Mejor Drama por Shōgun, que recibió un total récord de 18 premios Emmy.

## FX Networks

### FX Movie Channel
FX Movie Channel (o FXM) se lanzó el 31 de octubre de 1994 como FXM: Movies from Fox (antes de su lanzamiento, el canal se llamaba originalmente «Fox Movie Studio») Lanzado originalmente como un canal spinoff de FX, el canal se centraba en los largometrajes de la productora 20th Century Fox desde los años 30 hasta los 70, junto con algunos otros estudios cinematográficos. FXM se convirtió en un canal con marca propia el 1 de marzo de 2000, cuando pasó a llamarse Fox Movie Channel.
El 1 de enero de 2012, la programación de Fox Movie Channel se dividió en dos bloques de 12 horas: su horario principal, de 3:00 a. m. a 3:00 p. m. hora del este, era un bloque sin anuncios que conservaba las películas más antiguas de la biblioteca de 20th Century Fox. Otro bloque, llamado FX Movie Channel, las otras 12 horas consistía en una lista ampliada de largometrajes más recientes de Fox y de algunos de los otros estudios cinematográficos.
El 27 de marzo de 2013, Fox Entertainment Group anunció que Fox Movie Channel pasaría a tener el nombre y el formato de FXM. FX Movie Channel se convirtió en la marca principal del canal en septiembre de 2013; el bloque de películas clásicas mantuvo el nombre de Fox Movie Channel hasta el 9 de junio de 2014, cuando el bloque (que conserva un formato sin anuncios) pasó a llamarse FXM Retro.

### FXX
Dirigido a hombres jóvenes de entre 18 y 34 años, FXX es un canal de televisión de pago que se lanzó el 2 de septiembre de 2013, sustituyendo a la cadena orientada a los deportes Fox Soccer; FXX es un canal de entretenimiento general que se centra principalmente en las comedias (mientras que FX se centra sobre todo en las series y películas dramáticas, aunque FX y FXX no mantienen el mismo formato de exclusividad de género que TBS y TNT, ya que FX sigue emitiendo comedias y películas cómicas, mientras que FXX emite una selección limitada de series y películas dramáticas); su programación incluye series de comedia originales y adquiridas, algunos largometrajes y series dramáticas.
Con el lanzamiento del canal, los primeros episodios de algunas de las series de comedia originales de FX (como It's Always Sunny in Philadelphia y Totally Biased with W. Kamau Bell) se trasladaron a FXX. En su lanzamiento, la mayoría de los proveedores que tienen acuerdos para emitir FXX han colocado el canal en paquetes deportivos de coste adicional (a pesar de ser un servicio de entretenimiento general) como un artefacto de los acuerdos de transporte con el anterior titular del espacio de canal de FXX, Fox Soccer; esto se ha resuelto con el tiempo, con FX y FXX ubicados uno al lado del otro en algunas alineaciones de canales.

### FXNOW
FXNOW es un sitio web para ordenador de sobremesa, así como una aplicación para teléfono inteligente y tableta, junto con Windows 10. Permite a los suscriptores de los proveedores de televisión de pago participantes (como Time Warner Cable y Comcast Xfinity) numerosas opciones de visualización:
- Episodios individuales de las series originales de FX y FXX (que están disponibles la mañana siguiente a su fecha de emisión original[31])
- Series adquiridas (sobre todo, el catálogo de 552 episodios de las primeras 25 temporadas de Los Simpson, que se añadió el 21 de agosto de 2014 como parte de la adquisición por parte de FXX de los derechos de sindicación por suscripción de la serie, pero que desde entonces se ha trasladado al servicio de streaming Disney+), y largometrajes (con una biblioteca inicial de 165 títulos cinematográficos, que aumentó a más de 200 títulos a partir de 2015)[32][33]
- El contenido adicional incluye funciones entre bastidores en ordenadores y dispositivos móviles a través de su acceso a TV Everywhere proporcionado por su proveedor de suscripción.
- La posibilidad de ver la programación de Fox se introdujo en 2018, junto con la programación de FX/FXX que se añadió a la aplicación FOXNOW, esta función se eliminó en marzo de 2019, debido a que Disney adquiere FX Networks.

Lanzado en enero de 2014, el servicio también está disponible a través de iOS, Android, Samsung y Windows 8 (posteriormente Windows 10), Xbox One y Xbox 360, y el reproductor de streaming Roku. Aunque el servicio está disponible de forma gratuita para los suscriptores de los proveedores de televisión por suscripción participantes, los programas disponibles para su transmisión en FXNOW presentan interrupciones comerciales.

#### FX+
En septiembre de 2018, Fox lanzó oficialmente FX+, un servicio de streaming que ofrece todas las series originales de FX y FXX desde The Shield hasta la actualidad sin anuncios. Inicialmente, el servicio estuvo disponible en Estados Unidos exclusivamente para los suscriptores de Xfinity en otoño de 2017. Los suscriptores de Xfinity, Armstrong y Cox tienen acceso a FX+ directamente a través de sus decodificadores mediante las plataformas de vídeo bajo demanda de esos proveedores, además de las opciones de streaming. En julio de 2019, se anunció en el sitio web del servicio que dejaría de estar disponible el 21 de agosto de 2019, como resultado de la adquisición casi total de Hulu por parte de The Walt Disney Company y el traslado de los contenidos de FX a ese servicio; su modelo sin publicidad sería, de otro modo, efectivamente duplicado con el plan sin anuncios de Hulu.

### FX on Hulu
FX on Hulu, un servicio dedicado a FX Networks, se lanzó el 2 de marzo de 2020. Además de la gran mayoría de la programación original de FX y el streaming al día siguiente de las series actuales de FX, FX produciría nuevas series originales específicamente para Hulu.
En noviembre de 2019, cuatro series fueron trasladadas hacia Hulu: Devs, Mrs. America, A Teacher y The Old Man. Como parte de la «primera fase», del 2 al 7 de marzo de 2020, FX on Hulu lanzó 40 series actuales y de biblioteca con cuatro series originales que se estrenaron en FX antes de estar disponibles en Hulu al día siguiente. La segunda fase comenzó el 15 de abril con el estreno de Mrs. America junto con otras dos series originales y una serie documental.

### FX Entertainment
FX Entertainment es la división de FX Networks que supervisa la programación original bajo la marca FX, incluyendo FX Productions. Se formó en mayo de 2019 como parte de la reestructuración ejecutiva de FX Networks tras la adquisición por parte de Disney. El 10 de junio de 2019, Disney anunció que tanto FX Entertainment como Disney Television Studios compartirían la misma división de casting.

#### FX Productions
FX Productions (FXP) es la productora interna de FX Networks.
FX Productions se constituyó en agosto de 2007 para asumir la programación de FX. Eric Schrier añade al vicepresidente de FX Productions al puesto de vicepresidente de programación original a cargo de las series actuales y la programación alternativa.
En julio de 2014, Fox Networks Group y DNA Films formaron la empresa conjunta DNA TV Limited. Fox Networks Group tendría los primeros derechos globales con opciones de cofinanciación de los programas de la empresa conjunta. DNA TV sería gestionada por la dirección de DNA Films y Eric Schrier, presidente de Programación Original de FX Networks y FX Productions, se encargaría de los intereses de la empresa conjunta de Fox.
Paul Simms firmó un acuerdo de producción televisiva global con FXP en octubre de 2017.

## Logotipo
La "f" en el nombre del canal y el logotipo se representó en minúscula encerrada en un cuadro rojo para retratar un tipo de amistad relajada; La estilizada "X" representaba las raíces del canal: los reflectores de cruce del logotipo de 20th Century Fox. Este logo estuvo presente hasta 1997.
En 1997, el nombre de la red fue alterado para hacer ambas letras "FX" en letras mayúsculas de color negro con reflectores amarillos dentro de un rectángulo negro al lado izquierdo. En 2002 dicho logotipo recibe una leve modificación o variante, teniendo las letras FX en color blanco y el cuadro de reflectores de color verde manzana. En 2005 todo el logotipo pasaría a ser completamente de color blanco.
El logotipo del canal se actualizó el 18 de diciembre de 2007, conservando sólo el signo de FX en color negro, mientras se quitaba el cuadro con reflectores del logotipo que había sido colocada. En abril de 2013, FX adoptó el logotipo internacional (con la "F" y el "X" unidos entre sí) y adoptó el lema "Fearless".

## Internacional
Desde 2004, Fox expandió la marca FX internacionalmente, así como creó asociaciones de distribución para sindicar programas de FX a otras cadenas, canales de cable y servicios de videod fuera de Estados Unidos.
En marzo de 2019, Disney adquirió 21st Century Fox. Después de la adquisición, Disney expandiría aún más la cadena al cambiar la marca de varias señales de Fox, en los estados bálticos, CEI, Grecia y Polonia como FX, como resultado de la adquisición (al no pertenecer la marca Fox a Disney era necesario el cambio, como parte del acuerdo) e incluso creando nuevas marcas como FX Life y FX Comedy.
Los programas de FX en Canadá también se emiten a través de un acuerdo con la local Rogers Sports & Media.